# Spatulosminthurus flaviceps
Spatulosminthurus flaviceps is een springstaartensoort uit de familie van de Sminthuridae. De wetenschappelijke naam van de soort is voor het eerst geldig gepubliceerd in 1871 door Tullberg.